# Aphyllorchis elata
Aphyllorchis elata är en orkidéart som beskrevs av Rudolf Schlechter. Aphyllorchis elata ingår i släktet Aphyllorchis och familjen orkidéer. Inga underarter finns listade i Catalogue of Life.